# Castello di Kériolet
Il castello di Kériolet è un castello neogotico situato presso Beuzec-Conq nel comune di Concarneau nel dipartimento di Finisterra in Bretagna.
La residenza è riconosciuta del titolo di monumento storico dal 21 dicembre 1984 in virtù della rilevanza architettonica delle sue facciate e coperture, così per la sua sala delle guardie con il suo grande camino e le sue vetrate.

## Storia

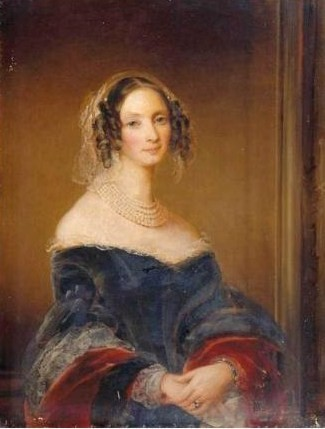
Ritratto della principessa Zanaida Ivanovna Jusupova

L'antico maniero di Kériolet esisteva sin dall'inizio del XIII secolo. La tenuta venne quindi comprata dalla principessa russa Zinaida Ivanovna Jusupova, nata Naryškina, che fece restaurare l'antico maniero trasformandolo in un castello per sé e il suo giovane sposo, il conte di Chauveau. I lavori, affidati all'architetto Joseph Bigot, durarono 20 anni e costarono 1,5 milioni di franchi-oro.
Il conte scomparve nell'ottobre del 1882. Il castello passò dunque, secondo il suo volere, a sua sorella, Madame Prieur. La principessa Jusupova riacquistò quindi la residenza decidendo di lasciarla in dono, insieme al resto della tenuta, al dipartimento di Finisterra a condizione che tutto fosse rimasto così come fosse. La principessa trascorse ancora qualche estate nel castello prima di spegnersi nella sua residenza parigina nel 1893 a più di 90 anni.
Nel 1956 Feliks Jusupov, un discendente della Jusupova, trasferitosi in Francia in seguito alla rivoluzione russa, ingaggiò e vinse un processo contro il dipartimento ottenendo la restituzione della proprietà essendo infatti state infrante alcune condizioni del lascito testamentario della principessa.
Seguì quindi un periodo in cui il castello cambiò diversi proprietari, andando incontro a un progressivo processo di deterioramento; solo nel 1988, dopo essere stata acquistata da Christophe Lévèque, la residenza venne restaurata e riaperta al pubblico.

## Descrizione
Il castello sorge sulle alture del fiume Moros presso Cancarneau. L'edificio, dalla pianta a "elle", è composto da due ali principali e presenta uno stile neogotico con tendenze all'eclettismo.

### La facciata meridionale
La facciata meridionale del castello guarda verso il mare e le isole Glénan affacciandosi su un grande parco di querce. La committente, affascinata dalla Bretagna, fece inserire sulla facciata diverse decorazioni simboliche che richiamano la storia e le tradizioni bretoni.

### La sala delle guardie
La sala delle guardie era stata destinata dalla principessa Jusupova a sala da ballo; è qui ch'ella organizzava grandi ricevimenti. Il grande camino è realizzato in pietra di Kersanton, un granito vulcanico a grana fine che si presta volentieri alla scultura. Al di sopra del camino troneggia un cavaliere in pietra, il conte di Chauveau, e dietro di esso un albero genealogico collega il conte al fior fiore dell'aristocrazia francese. Sulla parete esposta a settentrione quattro grandi vetrate ritraggono il conte in diverse situazioni.

## Galleria d'immagini

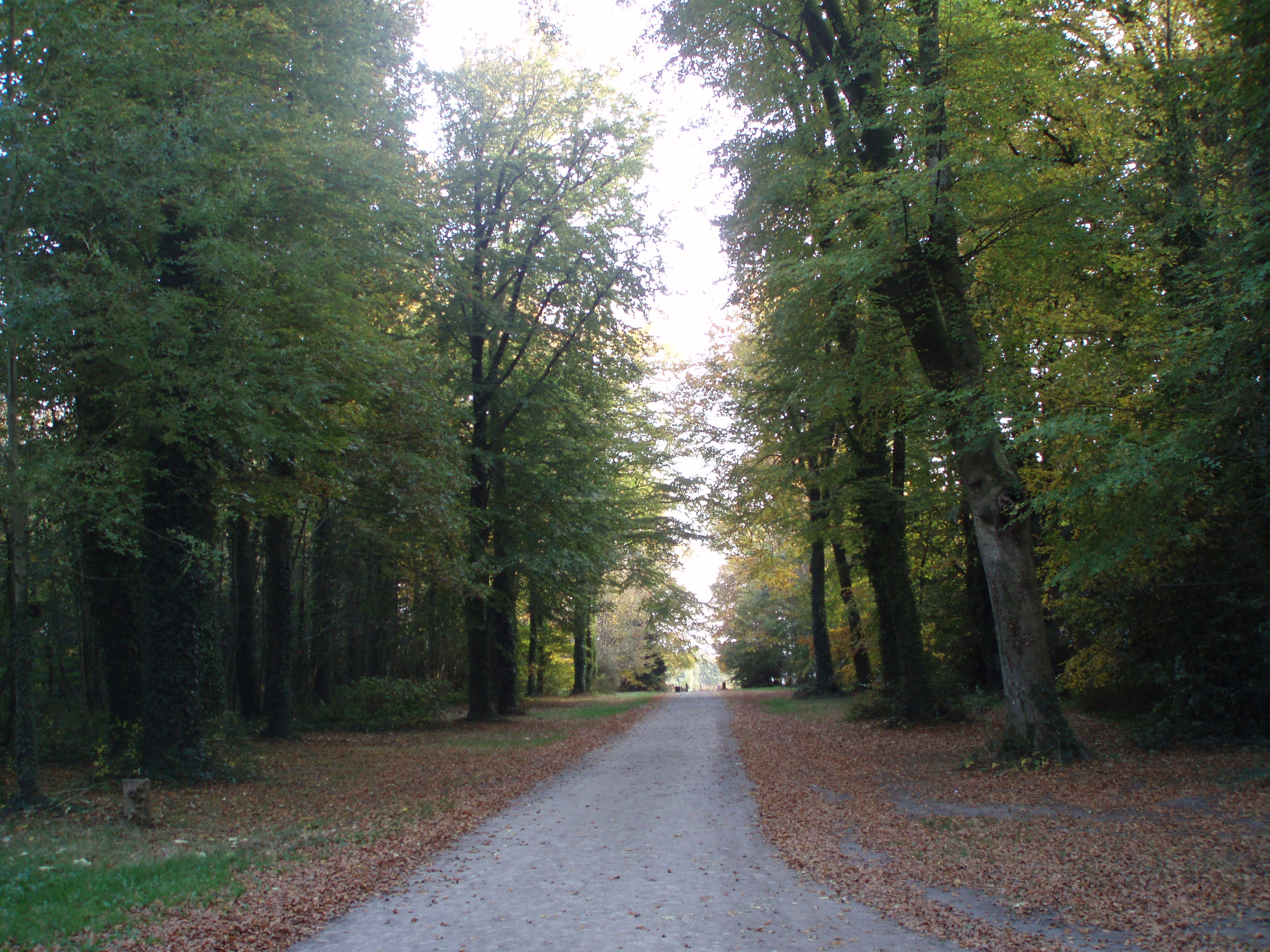
Viale del parco del castello
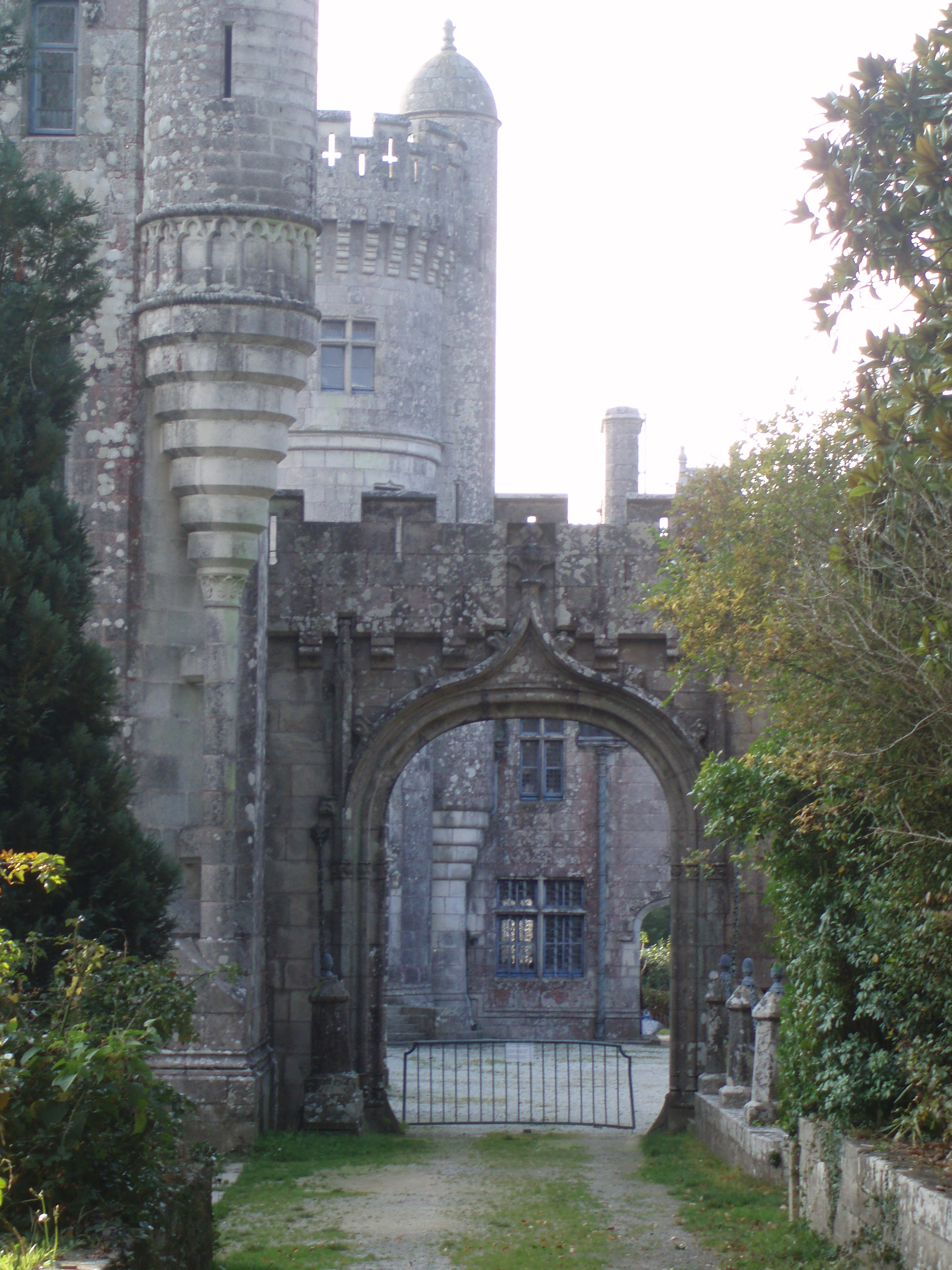
Portale d'ingresso alla corte interna
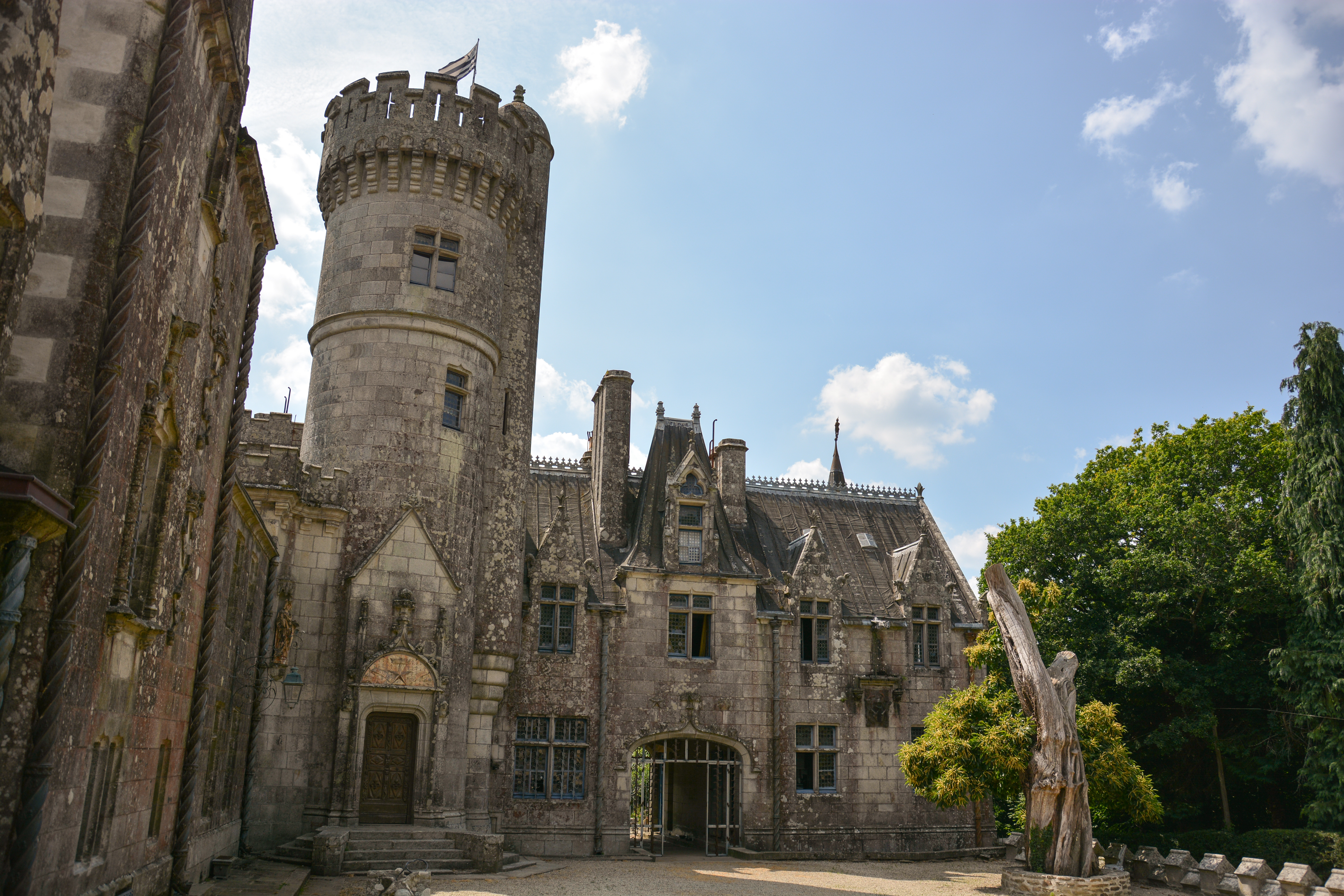
La corte interna del castello
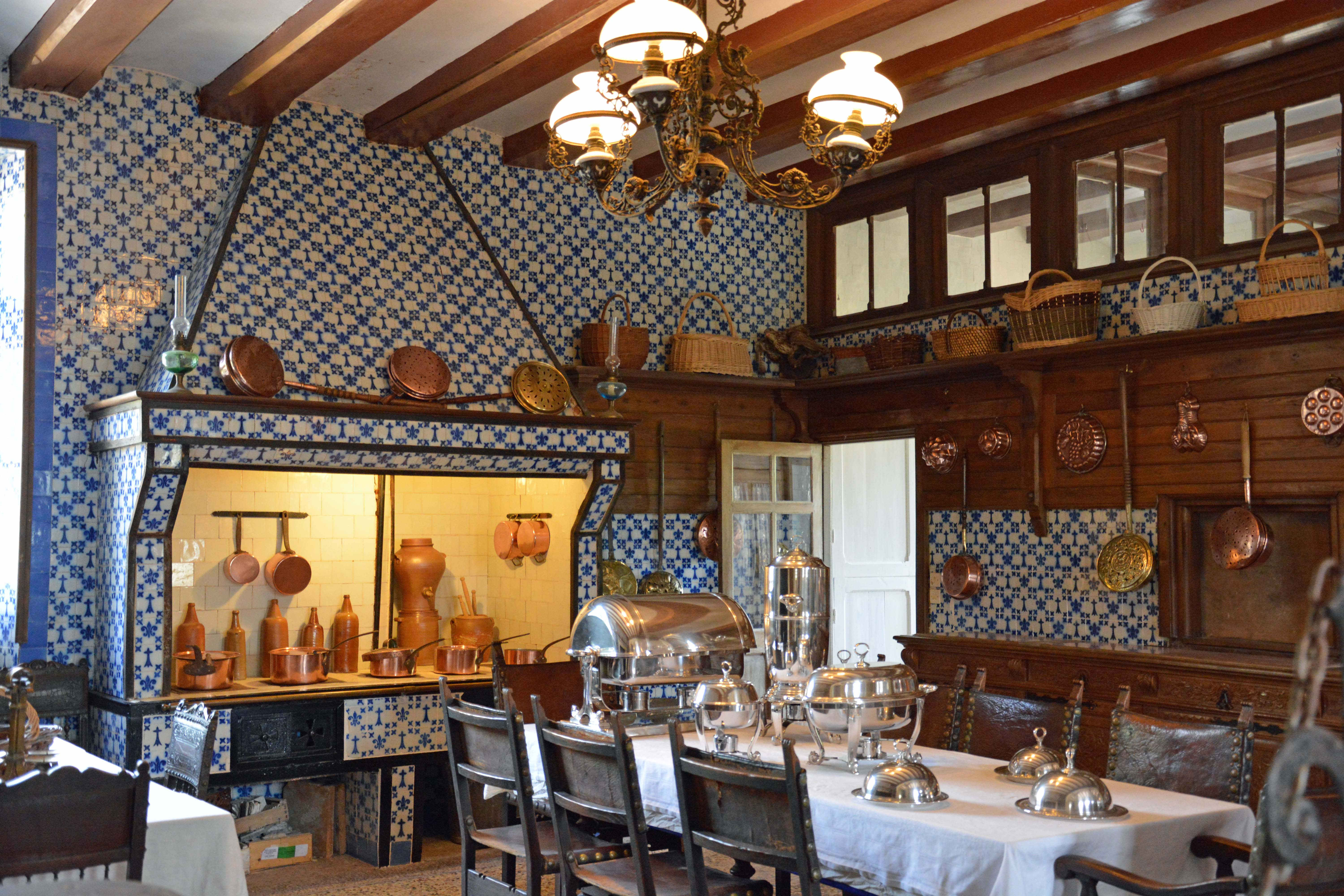
La cucina
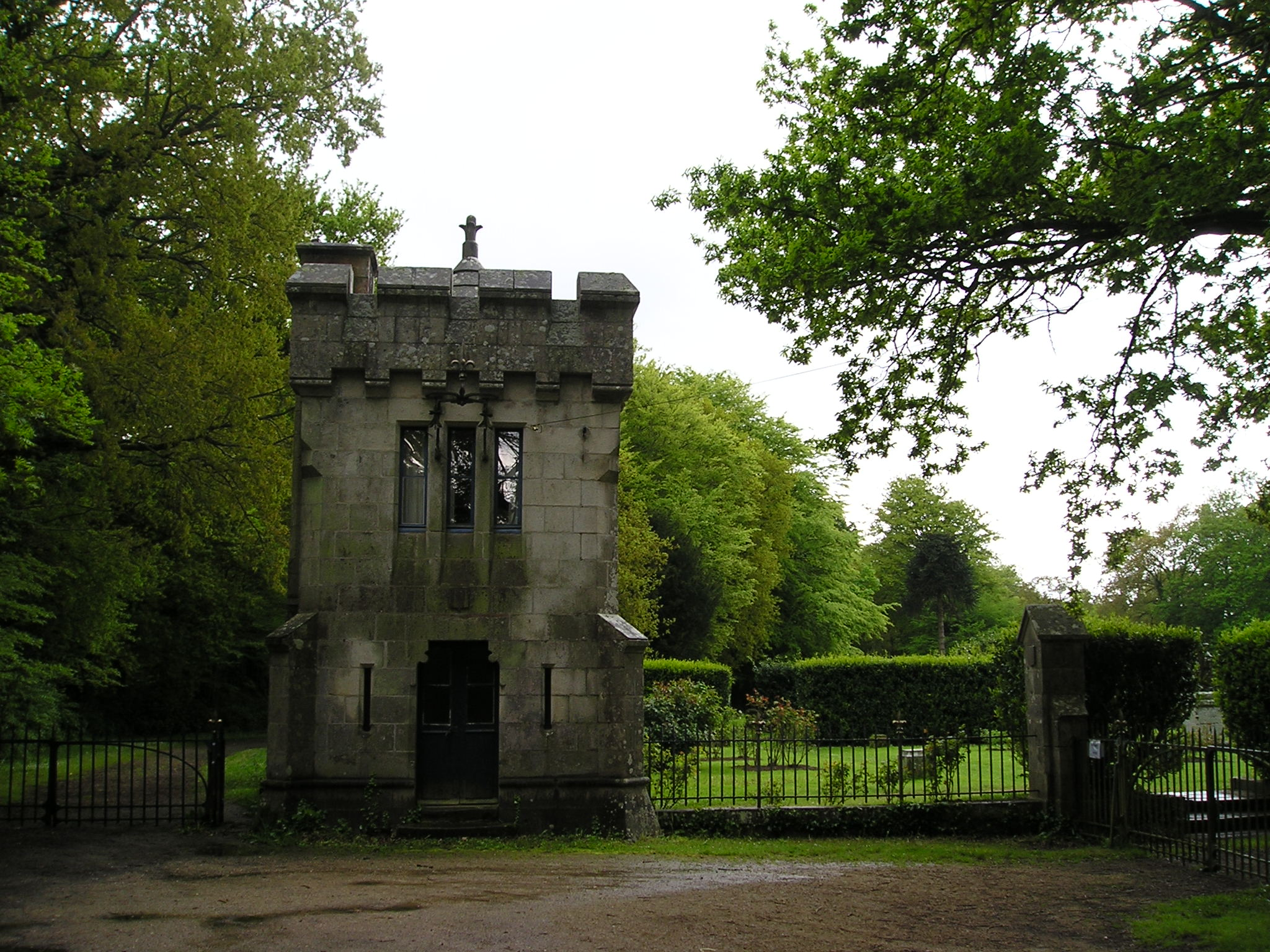
Una torre di guardia della tenuta